# 존 리처드슨 (배우)

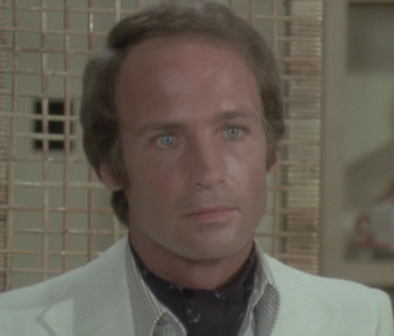

존 리처드슨(John Richardson, 1934년 1월 19일 ~ 2021년 1월 5일)은 영국의 배우이다.
주로 이탈리아의 스파게티 웨스턴과 잘로 영화에 출연하였다. 영화 《She》(1965)와 《공룡 100만년》(1966)이 성공하면서 유명해졌다. 《007 여왕폐하 대작전》(1969)에서 숀 코너리의 뒤를 이을 제임스 본드 역으로 스크린 테스트를 받은 적도 있었지만 실제로는 조지 레이전비가 캐스팅되었다.:82
코로나19 범유행중인 2021년 1월 5일 코로나19로 사망하였다.